# Decio (esarca)
Decio (fl. VI secolo) è stato un funzionario e patrizio bizantino secondo una parte della storiografia moderna il primo esarca d'Italia di cui si ha notizia, attestato nel 584, sotto l'imperatore bizantino Maurizio.
Il termine exarchus è menzionato in una lettera datata appunto nel 584, di papa Pelagio II e viene identificato con il domno Decio patricio citato nella stessa lettera poco prima, che tuttavia secondo alcuni studiosi (ad esempio Ottorino Bertolini) era invece un senatore romano, presumibilmente appartenente alla gens Decia, inviato in ambasceria presso l'esarca (da identificare presumibilmente con Smaragdo).